# Comitè Revolucionari Conjunt
El Comitè Revolucionari Conjunt (Revolutionary Joint Comitee) és una coordinadora de grups guerrillers de Manipur que es va formar el 1991 amb el Partit Revolucionari Popular de Kangleipak, el Partit Comunista de Kangleipak i l'Exèrcit Popular d'Alliberament de Manipur. El 1999 fou substituïda pel Front Popular d'Alliberament de Manipur.